# ОШ „Бубањски хероји” Ниш
ОШ „Бубањски хероји” једна је од основних школа у Нишу. Налази се у улици Радних бригада бр. 28, у општини Палилула.

## Историјат
Основна школа „Бубањски хероји” је основана 20. септембра 1972. као самостална државна институција од посебног значаја, организована ради остваривања задатака основног образовања деце школског и предшколског узраста и одраслих. Зграда школе у насељу Милка Протић је саграђена 1950. године на земљишту Казнено-поправног дома. У почетку је била четвороразредна, а онда су формирана и одељења виших разреда. Прва учитељица је била Милка Протић, родом из Горње Коњуше, која је за време Другог светског рата била у партизанима, ухваћена на Пасјачи и одведена у логор Црвени крст где је мучена, а потом стрељана на Бубњу. Број деце у насељу је, у том периоду, опадао па се школа 1967. године прикључује садашњој школи „Краљ Петар I” у чијем њеном саставу остаје до 1972. када је направљена матична школа. Школа „Бубањски хероји” је изграђена средствима самодоприноса грађана Ниша на простору који се некада звао „Копане рупе” у насељу Ледена стена, испод брда Бубањ. Данас школа има 689 ученика распоређених у тридесет и четири одељења, од тога осам у издвојеном одељењу и предшколску групу у насељу Милка Протић, и осамдесет радника школе: директор школе, један васпитач у предшколској групи, два наставника разредне наставе у продуженом боравку, шеснаест наставника разредне наставе, четрдесет и четири наставника предметне наставе, четири стручна сарадника, три административно-финансијска радника и једанаест помоћних радника и техничког особља. Добитници су повеље и награде „25. мај” Скупштине Србије за постигнуте резултате од посебне вредности у области васпитања и образовања, статуе „Курир Јовица” Савеза пионира Југославије за изванредне резултате у раду са пионирима, плакете СУБНОР-а Југославије за неговање традиција ослободилачких ратова, сребрне плакете Савезне конференције ССРН Југославије за изузетне резултате у заштити и унапређивању животне и радне средине, златне и сребрне плакете Републичке конференције ССРН за изузетне резултате у акцији „Унапредимо животну средину у МЗ”, прве награде Савеза комуниста Србије као регионални победници у акцији „Основна школа-културни центар друштвене средине”, награде „Учитељ Таса” за унапређење културног живота и васпитно-образовног рада и награде Туристичког савеза града Ниша за пласман у такмичењу школа, за уређење школске средине у акцији „Мој град – чист град”. Након истраживања просветних власти Србије, 2016. године је проглашена за једну од десет најбољих школа у Србији.